# Hodgkins lymfom

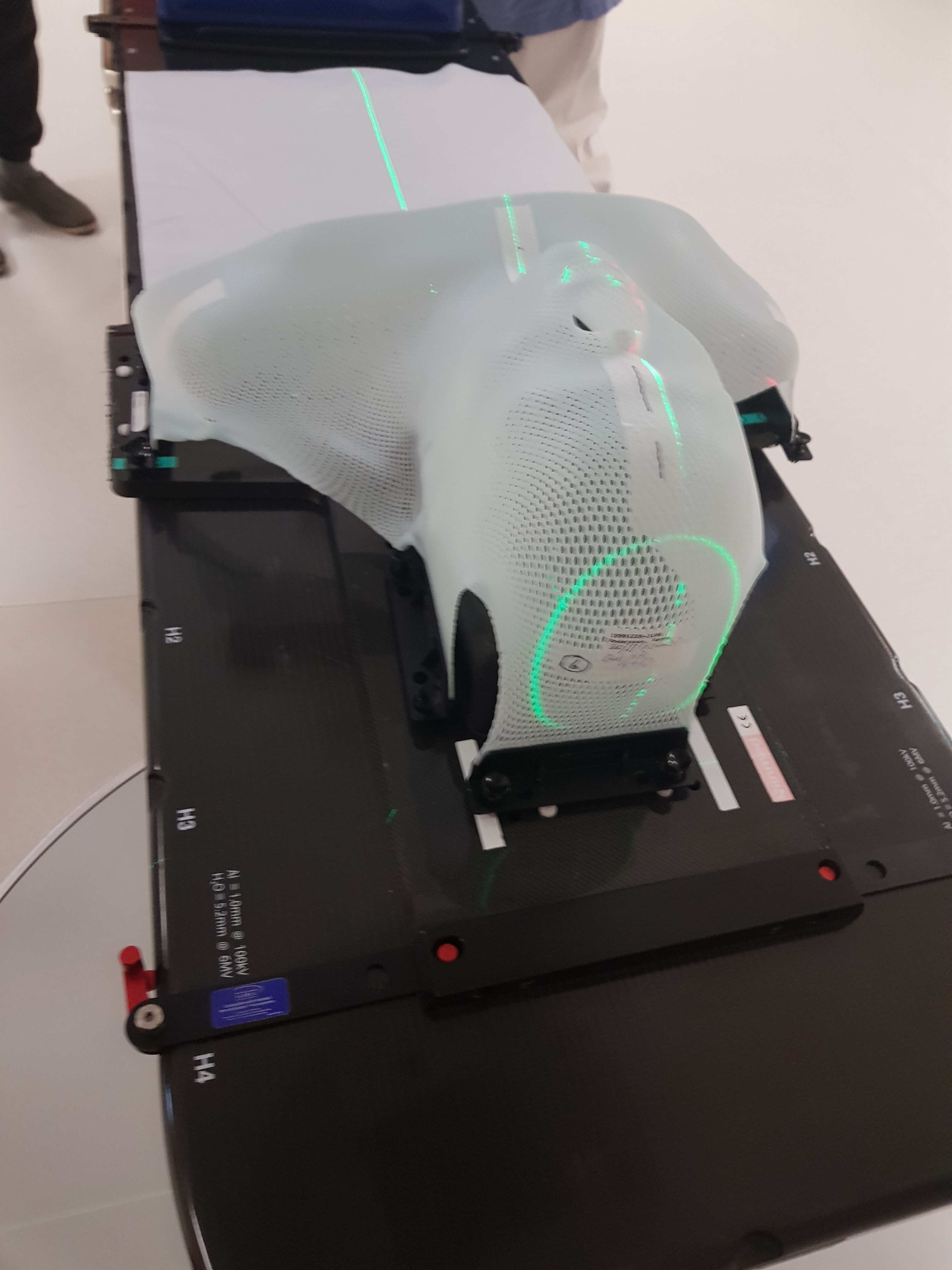
Personligt utformad kroppsmask för att stabilisera en patient med stadium II A som skall genomgå strålbehandling. De svarta strecken på masken är till för att patienten skall ligga på exakt samma plats,utifrån de gröna lasrarna, varje behandlingstillfälle så att alla tumörer träffas likadant var gång.

Hodgkins lymfom (HL), även kallad Hodgkins sjukdom, är cancer i lymfsystemet. Denna typ av lymfom beskrevs först av Thomas Hodgkin 1832. Ett äldre samlingsnamn för andra typer av lymfom är non-Hodgkins lymfom. 
Det finns olika subgrupper av Hodgkins lymfom beroende på olika karakteristika baserade på morfologi och immunhistokemi. Indelningen är klassiskt Hodgkins lymfom och nodulärt lymfocyt predominant Hodgkins lymfom. Klassiskt Hodgkins lymfom delas i sin tur in i nodulär skleros, blandad celltyp, lymfocytrik celltyp och lymfocytfattig celltyp. 

## Epidemiologi
Hodgkins lymfom drabbar knappt 200 personer/år i Sverige. Av de som drabbas av lymfom diagnosticeras 10% med Hodgkins lymfom och 90% med Non-Hodgkins lymfom.  Bland ungdomar mellan 15 och 19 år är dock HL den vanligast förekommande formen och utgör ca 66% av alla lymfom.
Till skillnad från andra lymfom som ökar med åldern har Hodgkins lymfom en bimodal incidenskurva (incidenskurva med två lägen). I detta fall innebär det att den är vanligast dels i åldern 15–35, dels över 50 års ålder. HL är något vanligare hos män.

## Orsaker
Orsakerna till lymfom är okända. Några riskfaktorer har visats vara försvagat immunförsvar, vissa virus och bakterier, reumatisk sjukdom samt viss ärftlighet.
En annan riskfaktor är tidigare infektion med Epstein–Barr-virus och att man har andra familjemedlemmar som haft sjukdomen.

## Symptom
Svullna, men inte smärtsamma lymfkörtlar, speciellt på halsen, är det vanligaste tecknet på Hodgkins lymfom. Även andningsbesvär på grund av tumör mellan lungorna kan förekomma. En tredjedel av de drabbade kan känna av systemiska symtom som låg feber, nattliga svettningar, viktnedgång eller trötthet.
Ett sällsynt men patognomont symtom för Hodgkins lymfom är smärta i en sjuk körtel efter intag av alkohol. 

## Diagnos
Hodgkins lymfom måste skiljas från andra ofta relativt ofarliga svullnader av lymfkörtlar, såsom infektioner av olika slag. Definitiv diagnos görs genom biopsi av lymfkörtel. Sjukdomen kan delas in i undergrupper efter histologi. Cellhistologin i Hodgkins lymfom är inte lika viktig som i Non-Hodgkins lymfom. Behandling beror mer hur långt framskriden sjukdomen är, d.v.s vilket stadium sjukdomen har, än på celltypen. Sjukdomen karakteriseras av Reed-Sternberg-celler.

## Behandling
Patienter med lågt stadium av sjukdomen behandlas med kemoterapi, även kallat cytostatika eller cellgift, följt av strålning (stadium I och IIA). 
Avancerade stadier (III och IV) behandlas med än intensivare kemoterapi.

## Prognos
Prognosen är mycket god för patienter under 40 år; sammanlagt botas enligt svenska blodcancerförbundet över 88 procent av patienterna. Så kallade B-symtom (feber över 38°C, nattsvettningar, viktminskning) anses prognostiskt mer ogynnsamma.
5-årsöverlevnaden hos yngre personer med god prognos är över 95%. För patienter med sämre prognos och mer avancerade stadier är den 60–80 procent. Hos äldre personer är 5-årsöverlevnaden lägre och här saknas internationell konsensus kring optimal behandling. 